# Parlamento da Finlândia
O Parlamento da Finlândia (finlandês: Suomen eduskunta; sueco: Finlands riksdag) é o poder legislativo unicameral da Finlândia. Composto por 200 membros, reúnem-se no Eduskuntatalo, a sede do parlamento, em Helsinque.
A legislação pode ser iniciada tanto pelo Governo quanto por um dos membros do Parlamento. O Parlamento aprova legislações, decide sobre o orçamento do estado, aprova tratados internacionais e supervisiona as atividades do governo. Pode provocar a renúncia do Governo Finlandês, anular vetos presidenciais e alterar a constituição. Para fazer alterações na constituição, as emendas devem ser aprovadas por dois parlamentos sucessivos, com um ciclo eleitoral entre eles, ou aprovadas como lei de emergência com uma maioria de 167/200. A maioria dos MPs trabalha em grupos parlamentares que correspondem aos partidos políticos. Atualmente, o Parlamento compreende nove grupos parlamentares. Desde a criação do Parlamento em 1905, a maioria parlamentar foi detida uma vez por um único partido: os Social Democratas na eleição de 1916. Assim, para o Governo obter uma maioria no Parlamento, são favorecidos os governos de coalizão. Estes são geralmente formados por pelo menos dois dos três partidos historicamente maiores: os Social Democratas, Centro e Coalizão Nacional.
O parlamento foi estabelecido em 1916, substituindo a Dieta da Finlândia como órgão legislativo do Grão-ducado da Finlândia.
A eleição parlamentar mais recente ocorreu em 2 de abril de 2023. Após a eleição de 2023, o Governo Orpo foi formado pela Coligação Nacional, o Partido dos Finlandeses e o Povo Sueco, bem como os Democratas Cristãos.

## Nome

### Finlandês
O nome finlandês do Parlamento é eduskunta, sem inicial maiúscula. A palavra foi criada em 1906 quando o Parlamento unicameral foi estabelecido, com o significado aproximado de 'Assembleia de Representantes'. Esta palavra é usada principalmente para se referir à legislatura da Finlândia, mas também pode ser usada como um termo geral para legislaturas em qualquer país.

### Sueco
Em sueco, o nome do Parlamento é riksdag, sem inicial maiúscula. Este também é o termo geral para a legislatura sueca. Riksdag deriva do genitivo de rike ('reino'), referindo-se ao estado independente da Finlândia, e dag, que significa dieta ou conferência. Antes da independência, até o Ato Constitucional de 1919, o Parlamento era conhecido, em sueco, como lantdagen, que era o termo antigo para a Dieta da Finlândia.

## Eleições
Os 200 representantes do Parlamento são eleitos diretamente por voto com base na representação proporcional. Um período eleitoral padrão é de quatro anos. As eleições anteriormente duravam dois dias, mas, como a votação antecipada se tornou mais popular, agora são realizadas em um único dia; o terceiro domingo de abril de um ano eleitoral.
Todo cidadão finlandês que tenha pelo menos 18 anos de idade na data da eleição tem direito a votar em eleições gerais. Normalmente não é necessário se registrar como eleitor, e os cidadãos recebem um convite pelo correio. Com certas exceções, como pessoal militar em serviço ativo, altos funcionários judiciais, o Presidente da República e pessoas sob tutela, qualquer eleitor também pode se candidatar ao Parlamento. Todos os partidos registrados têm o direito de nomear candidatos; cidadãos individuais e organizações eleitorais independentes devem ser endossados por um número suficiente de eleitores por meio do formulário de cartões de apoiador [fi] para se candidatarem.
Nas eleições parlamentares, a Finlândia é dividida em 13 distritos eleitorais. O número de representantes concedidos a cada distrito é proporcional à sua população, exceto por Åland, que sempre elege um representante. Os escritórios estaduais provinciais nomeiam uma comissão eleitoral em cada distrito eleitoral para preparar listas de candidatos e aprovar os resultados da eleição. O Ministério da Justiça tem a responsabilidade final de realizar eleições.
O Presidente da Finlândia pode convocar uma eleição antecipada. Conforme a versão da constituição atualmente em uso, o presidente pode fazer isso apenas mediante proposta do Primeiro Ministro e após consultas com os grupos parlamentares enquanto o Parlamento estiver em sessão. Em versões anteriores da constituição, o Presidente tinha o poder de fazer isso unilateralmente.
Não há um limite eleitoral estrito para obter uma cadeira no Parlamento. Isso resulta em um grande número de partidos sendo representados. Em 2019, por exemplo, nove partidos ganharam cadeiras, com seis ganhando pelo menos 15 cadeiras. Com tantos partidos e a falta de um limite, é quase impossível para um partido ganhar uma maioria absoluta. Durante a história do Parlamento, apenas um partido já ganhou uma maioria absoluta - quando os Social Democratas ganharam 103 cadeiras na eleição de 1916. Desde a independência em 1917, nenhum partido jamais ganhou os 101 assentos necessários para uma maioria. Em vez disso, a maioria dos governos finlandeses foram coalizões formadas por três ou mais partidos. Muitos deles foram grandes coalizões entre partidos com diferentes antecedentes ideológicos, já que os blocos socialista e não socialista geralmente não ganham cadeiras suficientes entre eles para governar sozinhos.
As cadeiras para cada distrito eleitoral são atribuídas de acordo com o método D'Hondt. Os distritos eleitorais foram originalmente baseados na divisão histórica de lääni de 1634, mas houve várias mudanças subsequentes. Embora não haja um limite eleitoral definido, muitos distritos eleitorais se tornaram menores em termos de população nas últimas décadas, e alguns agora elegem tão poucos quanto seis representantes. Isso torna mais difícil para os pequenos partidos ganharem MPs nesses distritos.

## Grupos parlamentares

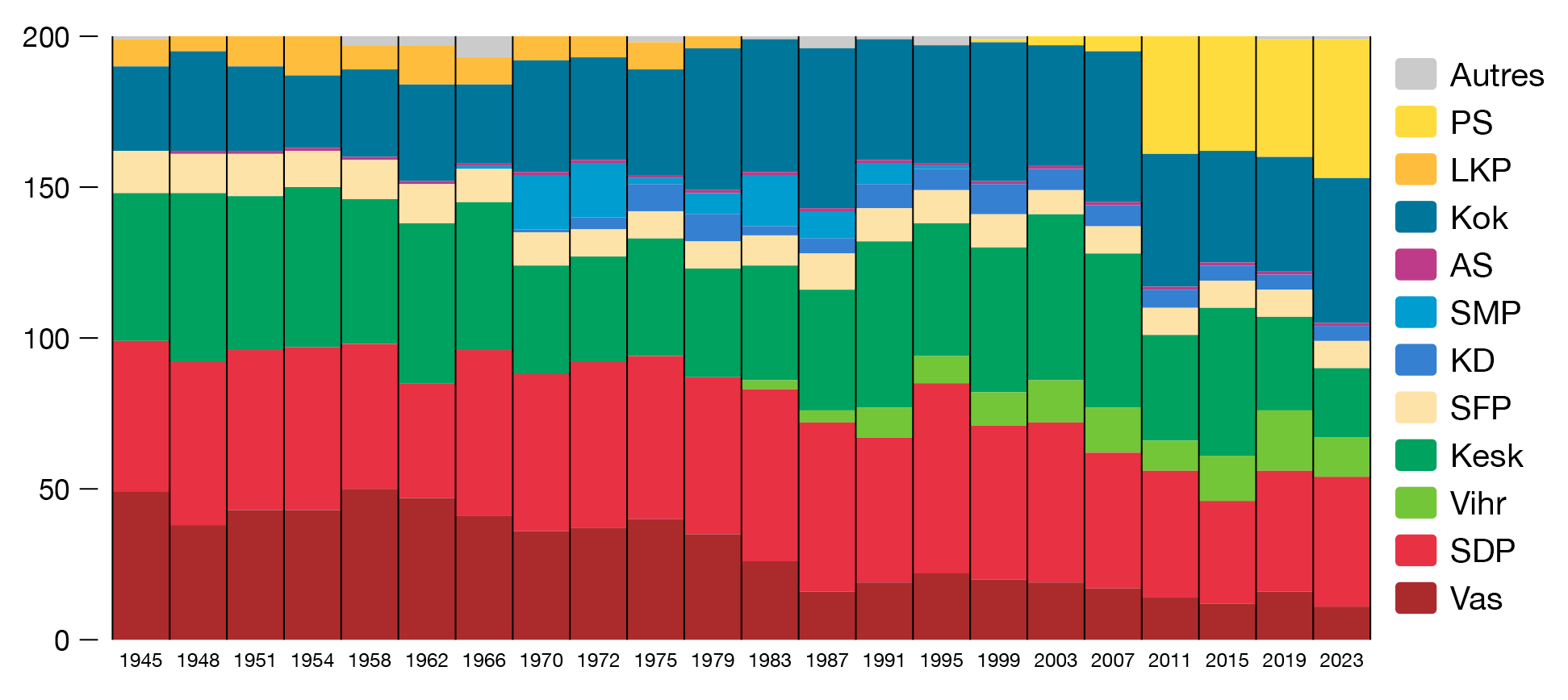
Evolução dos grupos parlamentares de 1945 a 2023

Os MPs trabalham em grupos parlamentares (eduskuntaryhmä). Os grupos parlamentares geralmente correspondem aos partidos políticos, embora ocasionalmente dissidentes possam ser removidos do grupo do partido e formar o próprio grupo. Em setembro de 2019, existem nove grupos, um dos quais é um grupo de uma só pessoa. Um grupo geralmente tenta chegar a uma decisão unânime sobre uma posição comum, mas, ao não conseguir fazê-lo, pode realizar uma votação. Esta posição então define a votação na sessão parlamentar propriamente dita de acordo com a disciplina partidária. Exceções a este princípio são feitas em questões sobre as quais não existe uma linha partidária ou política governamental. Os grupos parlamentares tomam suas decisões independentemente da liderança de seus partidos, e os líderes dos grupos dos principais partidos são considerados, consequentemente, ao lado dos ministros do governo e líderes partidários como líderes políticos influentes.
Cada grupo parlamentar recebe financiamento para suas operações e pode ter sua própria equipe.

## Formação do governo
O Presidente da Finlândia consulta o Presidente do Parlamento e representantes dos grupos parlamentares sobre a formação de um novo Governo Finlandês. De acordo com a Constituição da Finlândia, o Parlamento elege o Primeiro-ministro, que é nomeado para o cargo pelo Presidente. O Primeiro-Ministro é, na prática, o político mais poderoso do país. Outros ministros são nomeados pelo Presidente a proposta do Primeiro-Ministro. Embora os ministros individuais não sejam nomeados pelo Parlamento, eles podem ser individualmente removidos por uma moção de desconfiança. O governo, como um todo, também deve ter a confiança do Parlamento e deve renunciar mediante uma moção de censura. O governo tem responsabilidade ministerial coletiva.
Antes do Primeiro-Ministro ser eleito, os grupos parlamentares (que correspondem aos seus respectivos partidos políticos) negociam sobre a plataforma do governo e sobre a composição do governo. Com base no resultado dessas negociações, e após ter consultado o Presidente da casa e os grupos parlamentares, o Presidente informa o Parlamento sobre o indicado para Primeiro-Ministro. O parlamento vota na proposta, e se for bem-sucedida, o indicado é eleito Primeiro-Ministro. Embora a Finlândia essencialmente sempre tenha governos de coalizão multipartidários, o processo é facilitado pela disciplina partidária: os MPs da coalizão votam juntos para garantir uma maioria.

## Sessões
A sessão anual do parlamento geralmente começa em fevereiro e consiste de dois períodos, o primeiro de janeiro a junho, o segundo de setembro a dezembro. No início de uma sessão anual, os líderes políticos da nação e seus convidados comparecem a um culto especial na Catedral de Helsínquia antes de as cerimônias continuarem na Casa do Parlamento, onde o Presidente abre formalmente a sessão.

No primeiro dia de cada sessão anual, o Parlamento seleciona um presidente e dois vice-presidentes entre seus membros. Esta eleição é presidida pelo membro mais velho em exercício. Os três membros que são eleitos para servir como presidente, primeiro vice-presidente e segundo vice-presidente, respectivamente, prestam o seguinte juramento solene perante o Parlamento;
"Eu, [nome do MP], afirmo que no meu cargo de Presidente defenderei, da melhor forma possível, os direitos do povo, do Parlamento e do governo da Finlândia de acordo com a Constituição."
 Durante cada sessão anual do Parlamento, são designadas as delegações da Finlândia para o Conselho Nórdico e o Conselho da Europa. O Parlamento também elege cinco de seus membros para o banco do Tribunal Superior de Impeachment pelo período do mandato parlamentar."

## Comitês

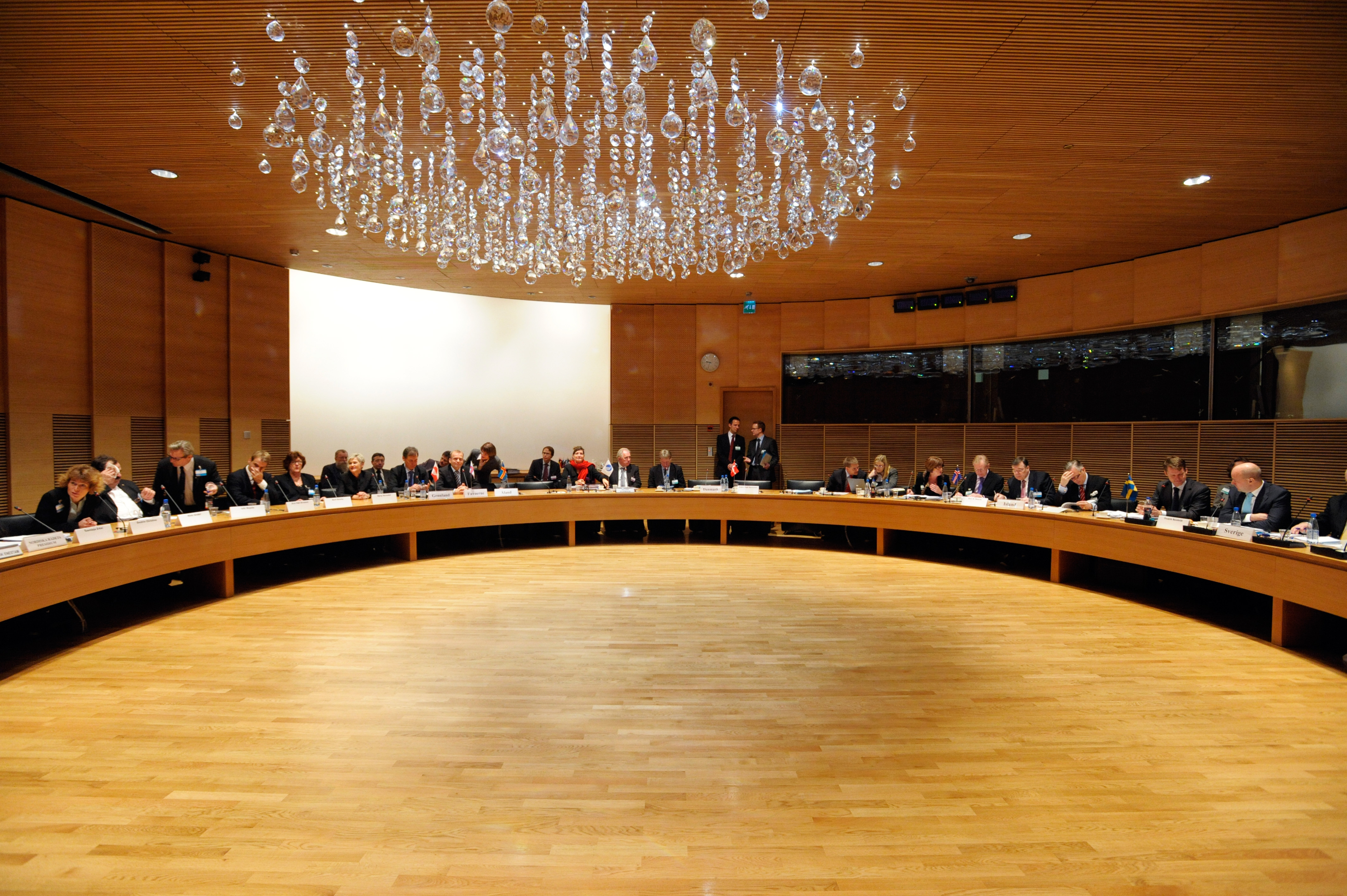
A Sala do Grande Comitê

O Parlamento tem 17 comitês. A maioria dos comitês tem 17 membros permanentes, exceto pelo Grande Comitê, que tem 25; o Comitê de Finanças, que tem 21; e os Comitês de Auditoria e Supervisão de Inteligência, que têm 11 cada. Além desses membros permanentes, cada um dos comitês tem um número de membros substitutos. Em média, cada membro do Parlamento também é membro de dois comitês.
A maioria dos comitês são comitês especiais, enquanto o Grande Comitê lida com assuntos da UE, mas também tem uma gama mais ampla de tarefas. Como a Finlândia não tem um tribunal constitucional, o papel do Comitê de Direito Constitucional é supervisionar os assuntos constitucionais. O Comitê para o Futuro também é notável, pois geralmente não lida com projetos de lei, mas em vez disso avalia fatores relacionados a desenvolvimentos futuros e dá declarações a outros comitês sobre questões relacionadas às perspectivas futuras de seus respectivos campos de especialidade. O comitê mais recente é o Comitê de Supervisão de Inteligência, que foi criado em 2019.
| Comitês                              |
| ------------------------------------ |
| Grande Comitê                        |
| Comitê de Direito Constitucional     |
| Comitê de Relações Exteriores        |
| Comitê de Finanças                   |
| Comitê de Auditoria                  |
| Comitê de Administração              |
| Comitê de Assuntos Jurídicos         |
| Comitê de Transporte e Comunicações  |
| Comitê de Agricultura e Silvicultura |
| Comitê de Defesa                     |
| Comitê de Educação e Cultura         |
| Comitê de Assuntos Sociais e Saúde   |
| Comitê de Comércio                   |
| Comitê para o Futuro                 |
| Comitê de Emprego e Igualdade        |
| Comitê de Ambiente                   |
| Comitê de Supervisão de Inteligência |

## Composição atual

### Legislatura 2023-2027
| Partido | Partido                       | Ideologia               | Espectro        | Mandatos |
| ------- | ----------------------------- | ----------------------- | --------------- | -------- |
|         | Partido da Coligação Nacional | Conservadorismo liberal | Centro-direita  | 48 / 200 |
|         | Partido dos Finlandeses       | Populismo de direita    | Direita         | 46 / 200 |
|         | Partido Social-Democrata      | Social-democracia       | Centro-esquerda | 43 / 200 |
|         | Partido do Centro             | Agrarianismo            | Centro          | 23 / 200 |
|         | Aliança dos Verdes            | Ecologismo              | Centro-esquerda | 13 / 200 |
|         | Aliança de Esquerda           | Socialismo democrático  | Esquerda        | 11 / 200 |
|         | Partido Popular Sueco         | Liberalismo             | Centro          | 10 / 200 |
|         | Partido Democrata-Cristão     | Democracia cristã       | Centro-direita  | 5 / 200  |
|         | Movimento Agora               | Liberalismo             | Centro-direita  | 1 / 200  |